# Hôtel de Monteyremard
L'hôtel de Monteyremard est un monument situé dans la ville du Puy-en-Velay dans le département de la Haute-Loire.
L'hôtel en totalité, à l'exception de la partie classée est inscrite au titre des monuments historiques par arrêté du 2 octobre 2006. Le salon du deuxième étage, en totalité est classé au titre des monuments historiques par arrêté du 15 février 2010.